# Concerto para piano n.º 2 (Beethoven)
O Concerto para piano n. ° 2, em Si bemol maior, Opus 19 foi composto por Ludwig van Beethoven entre 1787 e 1789, embora não tenha atingido a forma na qual tomara em 1795. Beethoven também escreveu um finale alternativo para sua performance em Praga, em 1798, porém este finale não foi publicado. O concerto foi oficialmente publicado em 1801. Foi estreado a 29 de março de 1795, em Viena, no Burgtheater, com o próprio compositor ao piano. Esta foi sua primeira exibição pública, sendo que antes disso só havia se apresentado em salões particulares da nobreza vienense. O próprio Beethoven aparentemente não elevava este concerto a um alto nível, pois, como ele próprio comentou com o editor Franz Anton Hoffmeister, "não tinha sido um de seus melhores". A  versão publicada em 1795 trata-se da versão tocada e gravada até os dias atuais.

## Orquestração
A orquestra descrita para a obra compõe-se de um piano solista, uma flauta, dois oboés, dois fagotes, duas trompas e cordas.

## Movimentos
Os movimentos são três:
1. Allegro con brio
2. Adagio
3. Rondó: Molto allegro

O primeiro movimento inicia-se com uma abertura orquestral triunfante, em acordes tônicos, enquanto mantém uma brincadeira utilizando-se de passagens cromáticas. O segundo movimento é, caracteristicamente, sereno e tranquilo, enquanto que o rondó retoma o espírito juvenil ouvido na abertura.